# Alain Bultot
Alain Bultot (12 november 1958) is een voormalig Belgisch lid van het Brussels Hoofdstedelijk Parlement.

## Levensloop
Als licentiaat in de politieke wetenschappen werd Alain Bultot beroepshalve directeur-gerant van de Huisvestingsdienst van Sint-Jans-Molenbeek. In februari 2019 werd hij wegens ernstig wangedrag geschorst als directeur.
Hij werd politiek actief voor de PS en zetelde voor deze partij twee periodes in het Brussels Hoofdstedelijk Parlement: van 1995 tot 1999 en van 2001 tot 2004. Daarna was hij van 2006 tot 2012 OCMW-raadslid van Sint-Jans-Molenbeek.